# 相内抄彩
相内 抄彩（あいうち さあや、1992年11月3日 - ）は、フリーアナウンサー。

## 人物
秋田県秋田市出身。秋田県立秋田南高等学校を経て秋田大学教育文化学部学校教育学部を卒業。血液型O型。
2016年、福井放送（FBC）に入社し、同年10月4日の「おじゃまっテレ ワイド&ニュース」のJR福井駅前からの中継でデビューし、水曜日と木曜日は同番組のメインキャスターを務めた他、ABCテレビの「朝だ!生です旅サラダ」でも福井県内の中継を担当していた。
2020年9月30日付けでFBCを退社。同年10月より、山形放送(YBC)に入社。ちなみに佐塚崇恭はFBC時代の同僚で、佐塚も相内と同様にそのFBCから山形放送へ入社している。
しかし、2023年に山形放送を退社。現在はフリーアナウンサーとして山形県内を中心に活動している。

## 現在出演している番組
※全て不定期出演
- YBCストレイトニュース
- YBCニュース

## 山形放送時代の担当番組

### テレビ
- YBCストレイトニュース
- YBC news every.サタデー
- YBCニュース

### ラジオ
- re:にじぽり

## 福井放送時代の担当番組
- おじゃまっテレ ワイド&ニュース - 駅前中継リポーター（2016年10月 - 2020年）
- FBCニュース (不定期）